# Каприз по-італійськи
«Каприз по-італійськи» (італ. Capriccio All'Italiana, інша назва — Кохання по-італійськи) — італійський комедійний кіноальманах.

## Структура і сюжети
Фільм складається з шести новел, знятих різними режисерами, у тому числі однією анімаційної, об'єднаних теплою іронією до подій, що відбуваються:

### Дитинство
(італ. La Bambinaia)
Режисер — Маріо Монічеллі, в ролях — Сільвана Мангано.
Гувернантка у заможній сім'ї розповідає дітям страшну казку про Хлопчика-мізинчика, показуючи жахливі картинки чим доводить дітей до ридань.

### Недільне чудовисько
(італ. Il Mostro della domenica)
Режисер — Стено, в ролях — Тото.
Герой новели (Тото) після того, як хіппі влаштували гулянку в його заміській віллі, стає одержимим маніяком і починає викрадати їх на вулицях, усипляти хлороформом і позбавляти волосся.

### Чому?
(італ. Perché?)
Режисер — Мауро Болоньїні, в ролях — Сільвана Мангано.

### Хмари— це що?
(італ. Che cosa sono le nuvole?)
Режисер — П'єр Паоло Пазоліні, в ролях — Тото, Франко Франкі, Чіччо Інграссіа, Лаура Бетті, Нінетто Даволі.
Новела, в якій за веселістю і легковажністю сюжету, ховається глибокий філософський роздум про життя. Це останній фільм за участю Тото.

### Ділова подорож
(італ. Viaggio di lavoro)
Режисери — Піно Зак і Франко Россі, в ролях — Сільвана Мангано.

### Ревнощі
(італ. La Gelosia)
Режисер — Мауро Болоньїні, в ролях — Волтер Чіарі.

## Актори
| Актор            | Роль                                                            |
| ---------------- | --------------------------------------------------------------- |
| Тото             | сеньйор Анціано («Недільне чудовисько»); Яго («Хмари - це що?») |
| Франко Франкі    | Кассіо («Хмари - це що?»)                                       |
| Чіччо Інграссіа  | Родриго («Хмари - це що?»)                                      |
| Доменіко Модуньо |                                                                 |
| Айра Фюрстенберг | Сільвана («Ревнощі»)                                            |
| Волтер Чіарі     | Паоло («Ревнощі»)                                               |
| Сільвана Мангано | королева («Ділова поїздка»)                                     |
| Уго Д'Алессіо    | комісар поліції («Недільне чудовисько»)                         |
| Данте Маджо      |                                                                 |
| Реджіна Сайфферт |                                                                 |
| Енцо Маріньяні   |                                                                 |
| Нінетто Даволі   | Отелло («Хмари - це що?»)                                       |
| Лаура Бетті      | Дездемона («Хмари - це що?»)                                    |